# 26240 Leigheriks
26240 Leigheriks è un asteroide della fascia principale. Scoperto nel 1998, presenta un'orbita caratterizzata da un semiasse maggiore pari a 2,2473038 UA e da un'eccentricità di 0,1976575, inclinata di 5,18018° rispetto all'eclittica.